# Philip Bolt
Philippus Jan Willem Cornelis (Philip) Bolt (Den Haag, 30 juli 1894 – aldaar, 27 mei 1981) was een Nederlands restauratiearchitect.

## Leven en werk
Bolt was een zoon van Anton Adriaan Bolt en Adriana Wilhelmina Dijkshoorn. Na de MULO liet hij zich inschrijven bij de dagopleiding van de Academie voor Beeldende Kunsten in Den Haag, waar hij de opleiding M.O. Bouwkunde volgde. Hij kreeg zijn akte de dag voor 
de afkondiging van de algemene mobilisatie in 1914. Na de demobilisatie van 1918 werkte Bolt bij het bouwbureau van de Marine, onder de latere Rijksbouwmeester ir. Hayo Hoekstra. Hier had hij de leiding van de bouw van de Marinierskazerne in Amsterdam.
In 1922 trad hij in dienst bij ir. Herman van der Kloot Meijburg in Scheveningen. Deze architect werd bekend met zijn restauraties van de buitenplaats Hofwijck bij Voorburg, de Oude en de Nieuwe Kerk in Delft. Vanaf 1945 werkte Bolt als zelfstandig restauratiearchitect. 
In een interview voor zijn 70e verjaardag zei architect Bolt dat hij het noodzakelijk vond dat een restaurateur zich in een te restaureren bouwwerk weet in te leven, de bouwgeschiedenis weet te reconstrueren en alle zich voordoende moeilijkheden weet te doorzien. De moeilijkheid daarbij is vaak dat de oude bronnen ontbreken, maar van veel meer waarde zijn de “stenen bronnen”. Vandaar dat voor een restauratieplan wordt opgesteld eerst een nauwkeurig onderzoek wordt ingesteld zelfs naar het diepste geheim van het gebouw: de fundering. Het uitvoeren van restauratiewerken was hij als een dankbaar werk gaan zien. “Je kan daarbij de prachtige vormgeving en ruimtebewerking weer terugbrengen in oude luister. Dit alles is in de vorige eeuw en ook in het begin van deze eeuw door het aanbrengen van allerlei schotten in de kerken en rommelig meubilair volkomen tenietgedaan.”
Bolt was aangesloten bij de Bond van Nederlandse Architecten en lid van de Haagse Kunstkring.

## Werken

### Nieuwbouw
- 1946 Monument voor de gevallen Urkers, Urk (Niek van der Schaft, beeldhouwer) (Lijst van oorlogsmonumenten op Urk)
- 1955 Brandweerkazerne, Herkingen, gemeente Dirksland

### Restauratie
- 1944-1947 Groote Kerk (Maassluis) (met H. Van der Kloot Meijburg)
- 1946-1949 Grote of Sint-Janskerk (Schiedam) (met H. Van der Kloot Meijburg)
- 1950, 1955-57 Trompmuseum, nu Historisch Museum Den Briel
- 1951      Hervormde kerk (Capelle)
- 1952-1953 Kloosterkerk (Den Haag) (schip); 1955-1957 (koor en crypt)
- 1955      Kerkje aan de Zee (Urk) (toren)
- 1955-1957 Grote of Sint-Stephanuskerk (Hasselt) (toren)
- 1955-1960 Hof van Wouw (Den Haag)
- 1957-1963 Grote of Sint-Jacobskerk (Den Haag)
- 1956-1957 Vredeskapel (Den Haag)
- 1957-1959 Oude Kerk (Scheveningen)
- 1959-1961 woonhuis Hoogstraat 12, Hasselt
- XXXX-1962 Catharina Gasthuis (gebouw Oosthaven Gouda)
- 1961-1962 Nederlands Hervormde Kerk (O.L.Vrouw), Geervliet (Bernisse) (toren)
- 1961-1963 Grote of Sint-Catharijnekerk, Brielle
- 1962-1975 Martinikerk (Groningen)
- 1964-1966 Voormalig stadhuis Geervliet (Bernisse)
- 1969-1975 Abdijkerk, Abdij van Loosduinen
- 1969-1976 Nieuwe Kerk (Den Haag)

## Publicaties
- Phil. Bolt: Variant Hofpleinplan Berlage. Bouwkundig Weekblad Architectura, 49e Jaargang 1928
- Ph. J.W.C. Bolt: De restauratie. In: Hildebrand, Vincent: Zeven en een halve eeuw Abdijkerk in Loosduinen, 1981